# Rron Broja
Rron Broja (n. 9 aprilie 1996) este un fotbalist albanez kosovar care joacă pe postul de mijlocaș defensiv pentru clubul macedonean Shkupi.

## Tinerețe
Broja s-a născut în Mitrovica, Iugoslavia din părinți albanezi kosovari. De asemenea, deține pașaport kosovar și albanez.

## Cariera pe echipe

### Gent
În ianuarie 2015 Broja a semnat cu clubul belgian Gent.

#### Împrumutul la Deinze
La 3 iulie 2015 Broja a ajuns la echipa Deinze din a doua divizie a Belgiei, fiind împrumutat pentru un sezon.

### Trepça'89
La 1 iulie 2016. Broja a semnat cu Trepça'89 din Superliga Kosovoului.

### Shkupi
Pe 10 ianuarie 2018 Broja a ajuns la Shkupi din Prima Ligă Macedoneană. La 18 februarie 2018, el și-a făcut debutul într-o înfrângere scor 0-3 împotriva lui Shkëndija.

## Cariera la națională

### Albania

#### Sub-21
La 8 iunie 2015. Broja a primit o convocare din Albania U21 pentru meciurile amicale împotriva Kazahstanului U21 și a Suediei U21. La 16 iunie 2015, el a debutat pentru Albania U21 într-un meci amical cu Suedia U21.

### Kosovo

#### Sub-21
La 13 martie 2016, s-a anunțat faptul că Broja a acceptat să fie convocat la naționala statului Kosovo. La 21 martie 2017 Broja a primit o invitație din partea naționalei Kosovo sub 21   pentru un meci de calificare la Campionatul European sub 21 de ani al UEFA împotriva Irlandei U21, făcându-și debutul ca titular.

#### Seniori
La 22 ianuarie 2018 Broja a fost convocat la naționala mare a statului Kosovo pentru meciul amical cu Azerbaidjanul. La 24 ianuarie 2018, meciul a fost anulat și nu a putut debuta.